# Marek Ratuszniak
Marek Jarosław Ratuszniak (ur. 4 lutego 1963) – polski samorządowiec, polityk i przedsiębiorca, od marca do grudnia 2004 wicemarszałek województwa łódzkiego.

## Życiorys
Pochodzi z Tomaszowa Mazowieckiego. Absolwent inżynierii transportu na Wydziale Transportu Politechniki Warszawskiej, a także studiów podyplomowych w Wyższej Szkole Ubezpieczeń i Bankowości w Warszawie. Od 1990 prowadził własną firmę.
Zaangażował się w działalność polityczną w ramach Ligi Polskich Rodzin, został wiceprezesem partii w województwie łódzkim. W 2002 został wybrany radnym sejmiku łódzkiego i szefem klubu LPR w tym gremium. Objął także funkcję wiceprezesa w powołanym w 2003 przez Bogusława Kowalskiego stowarzyszeniu Stronnictwo Narodowe. 29 marca 2004 został wybrany na wicemarszałka województwa łódzkiego, odpowiedzialnym m.in. za politykę regionalną i ochronę środowiska. 21 grudnia 2004 został odwołany razem z członkami z ramienia LPR i Samoobrony. W 2004 bez powodzenia wystartował do Parlamentu Europejskiego, a w 2005 – do Sejmu w okręgu sieradzkim (zdobył 976 głosów). W 2006 nie ubiegał się o reelekcję do sejmiku. W latach 2007–2009 był skarbnikiem kierowanej przez Bogusława Kowalskiego partii Ruch Ludowo-Narodowy.
Pracował jako prezes zarządu i członek rad nadzorczych prywatnych przedsiębiorstw. W związku z nieopłacaniem składek na ZUS toczyło się wobec niego postępowanie sądowe (zakończone warunkowym umorzeniem).